# Mildred Bailey
Mildred Rinker (Tekoa, 27 de febrero de 1907 - 12 de diciembre de 1951), conocida como Mildred Bailey, fue una cantante estadounidense de jazz.
Su rostro llamativo y su voz clara, suave y bellamente modulada la convirtieron en un personaje ideal para la industria radiofónica y musical, pero su robusta figura le impidió cualquier posibilidad de pasar al mundo del cine. 

## Biografía esencial
Mildred tenía sangre india en las venas y la costumbre de recordarle a la gente que, debido a ello, era más americana que la mayoría de ellos. Educada en Spokane (Washington), comenzó a cantar en cabarés locales y a trabajar ocasionalmente en Seattle, antes de aventurarse en la Costa Oeste y cantar en una emisora de radio local en la ciudad de Los Ángeles. 
Su presencia en la banda de Paul Whiteman, que haría de ella una figura nacional, se produjo probablemente a través de la amistad que mantenía con Bing Crosby, un compañero de estudios en Spokane, y en 1929 Whiteman le pidió que fuese su primera vocalista.
Bailey permaneció con la banda durante cuatro años, disfrutando en 1932 de un enorme éxito con su personal versión del tema de Hoagy Carmichael Rockin' Chair. En 1933 abandonó la orquesta de Whiteman y se casó con el xilofonista Red Norvo. En 1936, ambos formaron un nuevo grupo, pero las desesperadas inseguridades de Bailey en relación con su peso, sumadas a su sensación de ser postergada en favor de emergentes figuras como Ella Fitzgerald y Billie Holiday, la sumieron en una creciente depresión. Hacia 1939 había abandonado el grupo y su matrimonio estaba en crisis: en 1943 Norvo y ella se separaron y su forma instintiva de cantar el jazz corría el peligro de pasar de moda, mientras su cuerpo comenzaba a experimentar los primeros síntomas de la diabetes y los problemas hepáticos que acabarían con su vida. Su naturaleza crecientemente irascible hacía más difícil que la gente pudiera contratarla con garantías, y Bailey se apartó de su viejo estilo de vida. 
A comienzos de la década de los cuarenta se trasladó a vivir al campo en el norte del Estado de Nueva York, pero a finales de esa misma década se mudó a un apartamento en la ciudad. Allí la encontraron en 1949 en un estado cercano a la muerte; de su hospitalización se hicieron cargo Bing Crosby y Frank Sinatra, pero los dos últimos años de su vida apenas tuvieron algún alivio para ella, a pesar de una última sesión de grabación en 1950.
- Datos: Q257389
- Multimedia: Mildred Bailey / Q257389